# Starksboro
Starksboro – miasto w Stanach Zjednoczonych, w stanie Vermont, w hrabstwie Addison.